# Raoul Servais
Raoul Servais (Oostende, 1 de maio de 1928 - 17 de março de 2023) foi um cineasta, animador e quadrinista belga.